# Certificado de Depósito Interbancário
Os Certificados de Depósitos Interbancários (CDIs) são títulos emitidos pelos bancos como forma de captação ou aplicação de recursos excedentes. Criado em meados da década de 1980, os CDIs são aplicações com prazos de 1 dia útil, com objetivo de melhorar a liquidez de uma determinada instituição financeira. Essas transações são fechadas por meio eletrônico e registradas nos computadores das instituições envolvidas e nos terminais da CETIP. 
A maioria das operações são negociadas por um dia. A taxa média diária do CDI de um dia é utilizada como referencial para o custo do dinheiro (juros). Por esse motivo, essa taxa também é utilizada como referencial para avaliar a rentabilidade das aplicações em fundos de investimento. A Taxa CDI mais amplamente adotada no mercado é a DI-Over, publicada pela CETIP. Ela é calculada como a média das operações transacionadas num único dia, desconsiderando as operações dentro de um mesmo grupo financeiro.
As características de um CDI são semelhantes àquelas de um CDB, porém os CDIs somente são negociados no mercado interbancário, transferindo recursos de uma instituição financeira para outra.
A CETIP publica o CDI como uma taxa e um índice. A taxa é uma porcentagem que representa a taxa de variação do CDI num período. O índice é o valor absoluto do CDI em certa data. Por exemplo, o índice CDI de 17/05/2013 e 16/05/2013 foi respectivamente 16809,27 e 16804,62. Então sua variação entre essas datas é calculado desta forma: 
{\displaystyle 100\left({\frac {16809,27}{16804,62}}-1\right)} ou 0,02767%.